# Меч і чари

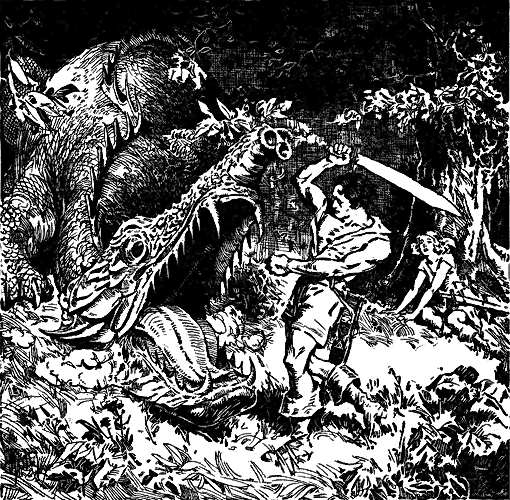
Ілюстрація з оповідання Роберта Говарда про Конана-варвара «Червоні нігті»

Меч і чари (МіЧ) або Меч і магія (МіМ) (англ. Sword and sorcery, англ. S&S) — піджанр фентезі, для якого характерні герої, що орудують мечами та які беруть участь у захопливих і несамовитих пригодах. У творах цього піджанру присутні елементи романтики й магії. На відміну від епічного фентезі, сюжет зосереджений не на масштабних проблемах, що загрожують світу, а на особистих битвах. Меч і чари зазвичай збігається з героїчним фентезі.

## Походження терміна
Американський письменник німецького походження Фріц Лайбер ввів термін «меч і чари» у 1961 році у відповідь на лист британського письменника Майкла Муркока у фензині «Amra», який просив дати назву пригодницькому фентезі, написаному Робертом Ірвіном Говардом. Спочатку Муркок запропонував термін «епічне фентезі», на що Лайбер відповів у часописі «Ancalagon», у номері від 6 квітня 1961 року, запропонувавши «меч і чари як гарну популярну фразу для цієї галузі». Також він прокоментував цей термін у липневому номері часопису «Amra» за той же рік:

| Я відчуваю впевненість у тому, що подібні твори є історіями жанру меч і чари. Це точно описує моменти культурного рівня і надприродного елементу, а також відразу відрізняє його від історії плаща і меча (історичної пригоди) — і зовсім від історії плаща і кинджала (міжнародного шпигунства) теж! |
З моменту свого виникнення зроблено багато спроб дати точне визначення. Хоча багато хто сперечався про тонкі моменти, консенсус характеризує його з ухилом у бік швидких, насичених дією історій, що розгортаються у міфічних або фантастичних рамках. На відміну від епічного фентезі, ставки в «меч і чари» як правило, є особистими, а небезпека обмежується моментом розповіді. Місце дії, як правило, екзотичне, а головні герої часто морально скомпрометовані.
Багато подібних історій перетворилися на довгі серії пригод. Низькі ставки й небезпеки, що не загрожують світові, роблять їх більш правдоподібними, ніж повторення небезпек епічного фентезі. Так само як і характер героїв — більшість героїв є мандрівниками за своєю природою, знаходять спокій після пригод смертельно нудним.

## Вибрані автори
- Карл Ештон Сміт
- Кетрін Люсіль Мур
- Фріц Лайбер
- Майкл Муркок
- Лайон Спрег де Кемп
- Карл Едвард Вагнер
- Роберт Аспрін
- Семюел Ділейні
- Чарльз Роберт Сондерс
- Ґарднер Фокс